# 고스트 오브 워
《고스트 오브 워》(영어: Ghosts of War)는 2020년 개봉한 영국의 오컬트 호러 영화이다. 감독은 에릭 브레스이고, 브렌턴 스웨이츠, 시오 로시, 스카일러 애스틴, 카일 갤너, 앨런 리치슨, 빌리 제인, 숀 토브가 출연했다. 제2차 세계대전을 배경으로 저주받은 저택에 머물게 된 미군들의 이야기를 다룬다.

## 줄거리
1944년 프랑스, 82 공수부대 소속 다섯 명의 미군 병사가 한 저택을 경비하는 임무를 맡게 된다. 이동 중 독일군에게 포획된 지프를 습격하여 생존자들을 처형하고, 유대인 난민들을 만나 저택에 도착한다. 그들은 이전 경비병들이 서둘러 떠나는 것을 목격하고, 벽난로에서 반복되는 두드리는 소리를 모스 부호로 해석하여 "나는 다리가 없다"는 메시지를 알아낸다.
병사 중 한 명인 유진은 저택의 이전 소유주인 헬윅 가족의 비극적인 운명을 기록한 독일군 병사의 일기를 발견한다. 헬윅 가족이 유대인을 숨겨준 사실이 발각되자 독일군은 아버지를 산 채로 불태우고, 딸을 교수형에 처하고, 아들을 욕조에 익사시키는 잔혹한 방법으로 살해했다. 유진이 또 다른 모스 부호를 해석하려 할 때, 그의 의지와 상관없이 "떠나면 죽는다"는 메시지가 나타난다.
그날 밤, 독일군 순찰대가 공격해오고, 미국 병사들은 대부분을 사살하지만 부치가 수류탄에 몸을 던져 치명상을 입는다. 그들은 헬윅 가족과 똑같은 방식으로 보이지 않는 힘에 의해 독일군이 살해되는 것을 목격한다. 죽기 직전 부치는 그들이 겪는 일이 현실이 아니며 크리스에게 "기억하라"고 외친다.
저택에 귀신이 들렸다고 확신한 생존자들은 떠나지만, 다시 지프 습격과 난민들과의 조우 등 저택에 오게 된 과정을 반복하게 된다. 그들은 저주받았다고 믿고, 헬윅 가족의 시신을 제대로 매장하는 것이 유일한 희망이라고 생각하여 저택으로 돌아간다. 보이지 않는 힘이 크리스를 끌어당겨 헬윅 가족의 유해가 있는 곳으로 데려간다.
시신을 매장한 후, 유진은 일기장의 내용이 더 이상 독일어가 아닌 아랍어이며 헬윅 가족이 아프가니스탄 출신이었다는 것을 알게 된다. 갑자기 영혼들의 공격이 시작되고, 그 중 하나가 크리스를 익사시키려 한다. 이 충격으로 크리스는 환각에 빠지지만, 마침내 미래적인 병원에서 의사들의 치료를 받고 있는 자신과 동료들의 끔찍한 모습 속에서 깨어난다. 의사들은 그들이 겪은 모든 것이 외상 후 스트레스 장애를 겪는 군인들을 위한 제2차 세계대전을 배경으로 한 가상 현실 시뮬레이션이었다고 알려준다.
크리스는 자신과 동료들이 현재 미군 병사이며, 아프가니스탄에서 미국과 협력한 헬윅 가족을 대피시키던 중 이슬람 국가 순찰대의 습격을 받았다는 사실을 기억해낸다. CIA 담당관의 지시에 따라 숨어있던 병사들은 헬윅 가족이 시뮬레이션에서 목격한 방식과 똑같이 살해당하는 것을 지켜봤다. 떠나기 전 헬윅 가족의 어머니는 자폭했고, 숨을 거두기 전 "베트룰렉"이라는 고대 저주를 내뱉어 트라우마를 끝없이 반복하게 만들었다.
병원에서 전력이 불안정해지자 크리스는 저주가 진짜이며, 헬윅 가족의 영혼이 그들이 경험하는 시뮬레이션을 괴롭히고 있다는 것을 깨닫는다. 저주를 풀 유일한 방법은 헬윅 가족과 대면하여 사과하고 죄를 뉘우치는 것이라고 생각한 크리스는 의사들에게 이 사실을 설명하고 시뮬레이션으로 돌아가겠다고 주장한다. 의료진이 크리스를 다시 시뮬레이션에 연결하려고 하는 동안 메인 컴퓨터가 환자들의 기억 삭제를 시작하는 것을 보고 혼란스러워한다. 의료진들은 크리스에게 이 사실을 외치지만, 그를 시뮬레이션으로 다시 보내기 위한 카운트다운은 이미 시작되고 있었다. 마침내 타이머가 0에 도달하고 크리스는 다시 과거의 기억으로 돌아간다. 그는 동료들과 야간 야영을 하고 있고, 한 그림자가 그들을 지켜보고 있다.

## 출연진
- 브렌턴 스웨이츠 - 크리스
- 시오 로시 - 커크
- 스카일러 애스틴 - 유진
- 카일 갤너 - 태퍼트
- 앨런 리치슨 - 부치
- 빌리 제인 - 엥겔 박사
- 숀 토브 - 헬비히 씨
- 레일라 밴키 - 헬윅 부인
- 비비언 그레이 - 앤
- 섀넌 맥캐인 - 모건
- 야니차 미하일로바 - 크리스티나
- 매튜 리스 - 엘크스
- 네이선 쿠퍼 - 병사